# مسجد پیرچراغ
مسجد پیرچراغ مربوط به دوره قاجار است و در کاشان، بلوار نماز، گذر مبین واقع شده و این اثر در تاریخ ۱۱ مرداد ۱۳۸۴ با شمارهٔ ثبت ۱۲۳۲۷ به‌عنوان یکی از آثار ملی ایران به ثبت رسیده است.